# Зыонг Ван Минь
Зыо́нг Ван Минь (вьет. Dương Văn Minh; тьыном: 杨文明 16 февраля 1916 — 5 августа 2001) — военный и политический деятель Республики Вьетнам (Южный Вьетнам).
Имел прозвище «Большой Минь» за свой высокий (для вьетнамцев) рост — около 183 см, а также чтобы не путать его с другим вьетнамским генералом — Чан Ван Минем (известным как «маленький Минь»).

## Биография
В 1963 г. совершил военный переворот, в результате которого был убит президент Нго Динь Зьем, после чего в течение двух месяцев был диктатором Республики Вьетнам.
В 1975 г. повторно возглавлял страну в течение очень краткого срока (двух дней), после того, как из страны бежал президент Нгуен Ван Тхиеу.
Утром 30 апреля 1975 г., вместе с кабинетом министров, ожидал вступления северовьетнамских войск в президентском Дворце Независимости в Сайгоне, где попытался официально передать власть победителям. Однако был арестован и препровождён на радиостанцию, где объявил о безоговорочной капитуляции остатков южновьетнамской армии, дабы избежать бессмысленного кровопролития, после чего последние военные части, продолжавшие организованное сопротивление в дельте Меконга, сложили оружие. В отличие от большинства высокопоставленных южно-вьетнамских руководителей и чиновников, отправленных в «лагеря перевоспитания», Зыонг Ван Минь был через несколько часов отпущен на свободу.
Жил на своей вилле, где разводил птиц и выращивал экзотические орхидеи.
В 1983 г. получил разрешение выехать во Францию вместе с семьёй, позднее переехал в США, жил в Пасадине, где и скончался в 2001 году в возрасте 85 лет. Похоронен на кладбище Роз-Хилл-мемориал-парк в Уиттиере, Калифорния.
В эмиграции Зыонг Ван Минь никогда не занимался политической деятельностью и не оставил никаких мемуаров.
В 1990-е годы, во Вьетнаме высшие руководители партии и страны обсуждали вопрос о присуждении Зыонг Ван Миню звания Героя Вьетнама. Это предложение поддержал глава центрального комитета по культуре и идеологии Нгуен Хоа Дьем. Но некоторые другие руководители Вьетнама были против, и присуждение не состоялось.

## Семья
- Сын Зыонг Ван Миня — Зыонг Ван Дьеу, после 1945 года был директором управления народного образования Лонгана, затем стал директором школы № 24 в Хайфоне[4].
- Внук Зыонг Ван Миня — Ле Ван Тхао[вьет.] (настоящее имя Зыонг Нгок Хюи)[4] был председателем Союза писателей Хошимина (2000—2010) и по совместительству заместителем председателя Союза писателей Вьетнама (2005—2010), лауреат Государственной премии Вьетнама в области литературы и искусства (2007)[5].

## Образ в кино
- «Освобождение Сайгона» (2005)